# تريشيا رايت
تريشيا رايت (بالإنجليزية: Tricia Wright)‏ هي لاعبة دارت بريطانية، ولدت في 1 سبتمبر 1958 في إبينغ ‏ في المملكة المتحدة.

## وصلات خارجية
- تريشيا رايت على موقع DartsDatabase.co.uk (الإنجليزية)